# Кэндзи
Кэндзи (яп. 建治 кэндзи) — девиз правления (нэнго) японского императора Го-Уда, использовавшийся с 1275 по 1278 год .

## Продолжительность
Начало и конец эры:
- 25-й день 4-й луны 12-го года Бунъэй (по юлианскому календарю — 22 мая 1275);
- 29-й день 2-й луны 4-го года Кэндзи (по юлианскому календарю — 23 марта 1278).

## Происхождение
Название нэнго было заимствовано из древнекитайского сочинения Чжоу ли:「以治建国之為政」.

## События
даты по юлианскому календарю
- 1275 год (1-й год Кэндзи) — монголы отправили в Камакуру делегацию с посланником из корейского государства Корё. Незваные гости были преданы смерти, а их отрубленная голова была выставлена на всеобщее обозрение[5][6]; после этого случая Ходзё Санэмаса был назначен диктатором Кюсю (Тиндзэй тандай или Кюсю Тандай, яп. 九州探題), был укреплён и отстроен замок Мидзуки на Кюсю, увечились военные расходы[7];

По словам японского историка Рая Санъё:
…в область Нагато прибыли гэнские послы: То Сэйтю [Ду Шичжун], Ка Бунтё [Хэ Вэньчжоу] и другие, всего девять человек; они оставались в этой области и не хотели уходить назад, так как желали непременно получить от нас ответ. Тогда Токимунэ вызвал их в Камакура и всех их обезглавил в Тацуногути
- 1277 год (5-я луна 3-го года Кэндзи) — Ходзё Ёсимаса отправил своё правительство в отставку[8];

## Сравнительная таблица
Ниже представлена таблица соответствия японского традиционного и европейского летосчисления. В скобках к номеру года японской эры указано название соответствующего года из 60-летнего цикла китайской системы гань-чжи. Японские месяцы традиционно названы лунами.
| 1-й год Кэндзи (Деревянная Свинья) | 1-я луна*      | 2-я луна   | 3-я луна | 4-я луна*              | 5-я луна* | 6-я луна* | 7-я луна  | 8-я луна*  | 9-я луна    | 10-я луна* | 11-я луна               | 12-я луна  |                |
| ---------------------------------- | -------------- | ---------- | -------- | ---------------------- | --------- | --------- | --------- | ---------- | ----------- | ---------- | ----------------------- | ---------- | -------------- |
| Юлианский календарь                | 29 января 1275 | 27 февраля | 29 марта | 28 апреля              | 27 мая    | 25 июня   | 24 июля   | 23 августа | 21 сентября | 21 октября | 19 ноября               | 19 декабря |                |
| 2-й год Кэндзи (Огненная Крыса)    | 1-я луна       | 2-я луна*  | 3-я луна | 3-я луна* (високосная) | 4-я луна  | 5-я луна* | 6-я луна* | 7-я луна   | 8-я луна*   | 9-я луна   | 10-я луна*              | 11-я луна  | 12-я луна      |
| Юлианский календарь                | 18 января 1276 | 17 февраля | 17 марта | 16 апреля              | 15 мая    | 14 июня   | 13 июля   | 11 августа | 10 сентября | 9 октября  | 8 ноября                | 7 декабря  | 6 января 1277  |
| 3-й год Кэндзи (Огненный Бык)      | 1-я луна*      | 2-я луна   | 3-я луна | 4-я луна*              | 5-я луна  | 6-я луна* | 7-я луна  | 8-я луна*  | 9-я луна*   | 10-я луна  | 11-я луна*              | 12-я луна  |                |
| Юлианский календарь                | 5 февраля 1277 | 6 марта    | 5 апреля | 5 мая                  | 3 июня    | 3 июля    | 1 августа | 31 августа | 29 сентября | 28 октября | 27 ноября               | 26 декабря |                |
| 4-й год Кэндзи (Земляной Тигр)     | 1-я луна*      | 2-я луна   | 3-я луна | 4-я луна*              | 5-я луна  | 6-я луна* | 7-я луна  | 8-я луна*  | 9-я луна    | 10-я луна* | 10-я луна* (високосная) | 11-я луна  | 12-я луна      |
| Юлианский календарь                | 25 января 1278 | 23 февраля | 25 марта | 24 апреля              | 23 мая    | 22 июня   | 21 июля   | 20 августа | 18 сентября | 18 октября | 16 ноября               | 15 декабря | 14 января 1279 |

* звёздочкой отмечены короткие месяцы (луны) продолжительностью 29 дней. Остальные месяцы длятся 30 дней.